# Michael Shayne, Private Detective
Pour plus de détails, voir Fiche technique et Distribution.
Michael Shayne, Private Detective est un film américain réalisé par Eugene Forde, sorti en 1940.
Avec Lloyd Nolan, Marjorie Weaver, Joan Valerie (en) et Walter Abel dans les rôles principaux, ce film est adapté des romans La mort fait vivre (Dividend on Death) et Impair, passe et mort (The Private Practice of Michael Shayne) de Brett Halliday. Il s'agit de la première apparition de Lloyd Nolan sous les traits du détective privé Mike Shayne, rôle qu'il reprendra dans six autres films entre 1940 et 1942.

## Synopsis
Le détective privé Mike Shayne (Lloyd Nolan) est engagé comme garde du corps pour protéger la fille d'un homme riche, qui a joué ses économies sur les champs de course et doit désormais de l'argent à des truands locaux. Rapidement, il se retrouve mêlé à une affaire de meurtre et doit enquêter tout en évitant la police qui le soupçonne.

## Fiche technique
- Titre original : Michael Shayne, Private Detective
- Réalisation : Eugene Forde
- Scénario : Manning O'Connor et Stanley Rauh (en) d'après les romans Impair, passe et mort (The Private Practice of Michael Shayne) et La mort fait vivre (Dividend on Death) de Brett Halliday
- Photographie : George Schneiderman
- Montage : Alfred DeGaetano (en)
- Musique : Emil Newman, Cyril J. Mockridge et Walter Scharf
- Décors : Thomas Little
- Costumes : Herschel McCoy
- Direction artistique : Richard Day et Lewis Creber (en)
- Producteur : Sol M. Wurtzel
- Société de production : 20th Century Fox
- Pays d'origine : États-Unis
- Format : Noir et blanc
- Genre cinématographique : Film policier, film noir
- Durée : 77 minutes
- Date de sortie :
  -  États-Unis : 19 décembre 1940 (première à New York)
  -  États-Unis : 10 janvier 1941

## Distribution
- Lloyd Nolan : le détective privé Michael Shayne
- Marjorie Weaver : Phyllis Brighton
- Joan Valerie (en) : Marsha Gordon
- Walter Abel : Elliott Thomas
- Elizabeth Patterson : Tante Olivia
- Donald MacBride : un peintre
- Douglass Dumbrille : Gordon
- Clarence Kolb : Brighton
- George Meeker : Harry Grange
- Charles Coleman : Ponsby
- Adrian Morris : Al
- Robert Emmett Keane : Larry Kincaid
- Frank Orth : Steve
- Irving Bacon : un pêcheur

Acteurs non crédités
- Jimmy Aubrey : Mac
- Don Brodie : un reporter
- Paul E. Burns : un employé de la compagnie Mover
- James Conaty : un joueur
- Robert Conway : un commis du Riverside Terrace
- Sayre Dearing : un spectateur de la course
- Ralph Dunn (en) : un barman
- Fern Emmett : Jenny
- Bess Flowers : un spectateur de la course
- Dick French : un reporter
- Harold Goodwin : un reporter
- Sherry Hall : un barman
- Paul Kruger : le gardien du parking
- Hamilton MacFadden un reporter
- Tony Martelli: un joueur
- Major McBride : un croupier
- Frank Mills (en) : un contremaître
- Edmund Mortimer : le patron du casino
- Field Norton : un joueur
- Paddy O'Flynn : un reporter
- James Pierce : un homme de main
- Dick Rich : Mover
- Jack Richardson : un joueur
- Cyril Ring : un reporter
- Bob Rose : Freddy
- S.S. Simon : le patron de la boîte de nuit
- Larry Steers : un spectateur de la course

## À noter
- En 1940, la compagnie 20th Century Fox produit une série de sept films consacrés aux aventures du détective privé Mike Shayne créé par le romancier américain Brett Halliday. Ce personnage est interprété par Lloyd Nolan. La série débute avec ce film et prend fin en 1942.